# Wuxi
Wuxi (chinois simplifié : 无锡 ; chinois traditionnel : 無錫 ; pinyin : Wúxī ; anciennes transcriptions : Wu-hsi, Wuhsi, ou Wusih ; litt. « sans étain ») est une vieille ville industrielle de la province du Jiangsu en Chine.
Séparée en deux par le lac Tai Hu, Wuxi a pour voisines Changzhou à l'ouest et Suzhou à l'est. Au nord, se situent Taizhou et le fleuve Yangtze. Le sud a pour frontière la province du Zhejiang. Grâce à son récent développement, Wuxi, qui compte désormais plus de 6 millions d'habitants, est parfois surnommée « la petite Shanghai ».

## Géographie
La ville, comme c'est souvent le cas des vieilles villes chinoises, est composée d'un centre avec une organisation circulaire. De nombreux canaux s'y entrecroisent, le trafic de bateaux restant encore important sur le principal d'entre eux.
Le climat de Wuxi comprend un été très chaud et un hiver relativement frais, avec une température annuelle moyenne de 18 °C, mais la neige y est rare. En raison de sa proximité avec la mer de Chine orientale, Wuxi a une saison de mousson. Les précipitations annuelles y atteignent 1 000 mm.

## Subdivisions administratives
La ville-préfecture de Wuxi exerce sa juridiction sur neuf subdivisions - sept districts et deux villes-district :
- le district de liangxi - 梁溪区 Liángxī Qū ;
- le district de Binhu - 滨湖区 Bīnhú Qū ;
- le district de Huishan - 惠山区 Huìshān Qū ;
- le district de Xishan - 锡山区 Xīshān Qū ;
- le nouveau district de Wuxi - 新吴区 Xīnwúqū ;
- la ville de Jiangyin - 江阴市 Jiāngyīn Shì ;
- la ville de Yixing - 宜兴市 Yíxīng Shì.

## Démographie
Selon le recensement officiel de la Chine en 2024, à la fin de 2023 et au début de 2024, la population permanente était de 7,495 millions, le taux d'urbanisation était de 83,31 %, la population urbaine était de 6,2439 millions, la population enregistrée était de 5,2095 millions, le taux d'urbanisation était de 87,56 % et le taux de croissance naturelle était de 3,73 ‰.
| Nom                      | Simplifié | Traditionnel | Pinyin       | Superficie | Population | Densité (hab./km2) |
| ------------------------ | --------- | ------------ | ------------ | ---------- | ---------- | ------------------ |
| liangxi                  | 梁溪区    | 梁溪區       | Liángxī Qū   | 72         | 985,465    | 13,687             |
| Xishan                   | 锡山区    | 錫山區       | Xīshān Qū    | 399        | 882,387    | 2,211              |
| Huishan                  | 惠山区    | 惠山區       | Huìshān Qū   | 325        | 893,675    | 2,749              |
| Binhu                    | 滨湖区    | 濱湖區       | Bīnhú Qū     | 628        | 915,093    | 1,457              |
| Nouveau district de Wuxi | 新吴区    | 新呉區       | Xīnwú qū     | 220        | 720,215    | 3,273              |
| Ville de Jiangyin        | 江阴市    | 江陰市       | Jiāngyīn Shì | 987        | 1,779,515  | 1,802              |
| Ville de Yixing          | 宜兴市    | 宜興市       | Yíxīng Shì   | 1996       | 1,285,785  | 644                |

Le nouveau district de Wuxi fait partie du district de Binhu mais a sa propre administration.

## Toponymie
Wuxi signifie littéralement « pas d'étain ». Le nom « avec de l'étain » ((zh)) a été adopté pendant l'éphémère dynastie Xin.
Le général Qin Wang Jian aurait nommé la région « Wuxi » lors de sa conquête de l'état de Chu (225-223 avant notre ère). Lorsque les troupes de Wang Jian ont atteint une montagne, elles ont découvert une stèle gravée d'un message : « Avec l'étain, les guerres se produisent. Sans étain, les guerres cessent ». Les habitants locaux ont expliqué plus tard que la montagne s'appelait « Xishan », littéralement « montagne d'étain », en raison de la grande quantité d'étain et de plomb autrefois extraite. Au cours de la période précédant la conquête de Wang, cependant, ces minerais semblaient avoir été épuisés. L'auteur de la stèle découverte est inconnu. Wang Jian a alors décidé de nommer la zone « Wuxi » et a remarqué que :
Cette stèle est maintenant exposée, ce qui signifie que la paix est enfin arrivée. Probablement, les gens d'il y a longtemps ont prédit cet événement et ont créé cette stèle pour avertir leurs descendants ! Cet endroit devrait désormais s'appeler « Wuxi » (sans étain)..
Malgré des versions variées, de nombreux érudits chinois modernes sont favorables à l'idée que le mot est dérivé de l'« ancienne langue du Yue » ou, peut-être, des anciennes Langues taï-kadaï, plutôt que de refléter la présence d'étain dans la région,,.

## Histoire

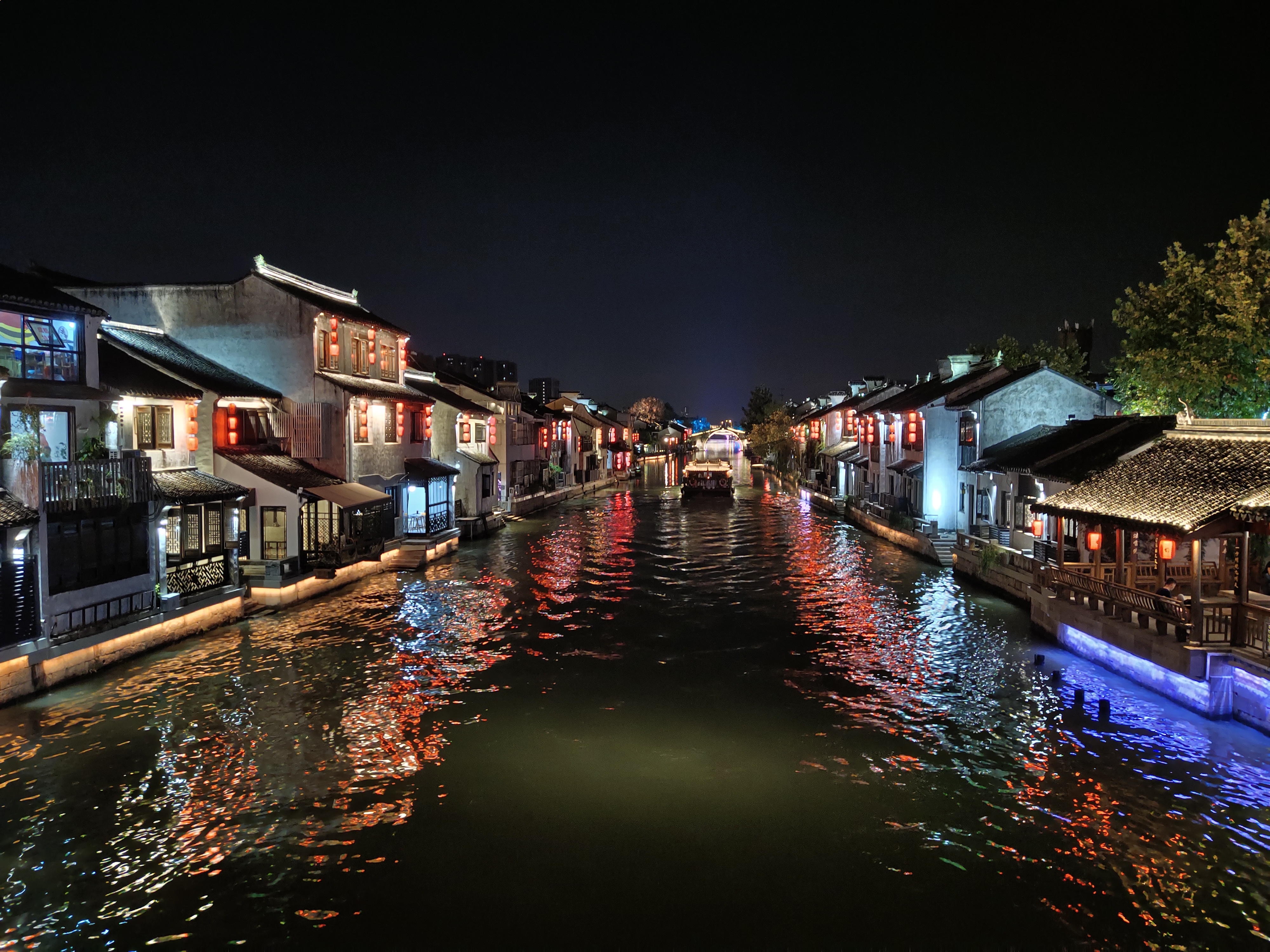
Rue Qingming de l'ancien canal

Wuxi fut fondé il y a 3 000 ans par deux princes fuyant le nord de la Chine qui nommèrent la région Mei. À cause des mines d'étain qui étaient exploitées dans les alentours, la ville fut appelée Youxi (chinois : 有锡 ; litt. « a de l'étain »). Lorsqu'il n'y eut plus d'étain en 25 apr. J.-C., la ville fut renommée Wuxi (无锡，lit. « sans étain »).
En dépit de sa situation sur le Grand Canal, Wuxi n'a pas autant prospéré que les villes voisines. C'est seulement au XXe siècle que Wuxi devint un centre pour l'industrie de la soie, quand des investisseurs de Shanghai et des techniciens étrangers vinrent dans la région. Après la prise de pouvoir par les communistes en 1949, Wuxi a vu son importance s'accroître encore grâce à la création de nouvelles usines dans l'industrie textile et dans l'industrie légère et lourde.

## Économie
Actuellement désignée ville d'investissement, Wuxi a deux grands parcs industriels dédiés à la nouvelle industrie. Bien que la production concerne encore principalement le textile, une réorientation de la production vers les produits électroniques et le développement logiciel est en projet.

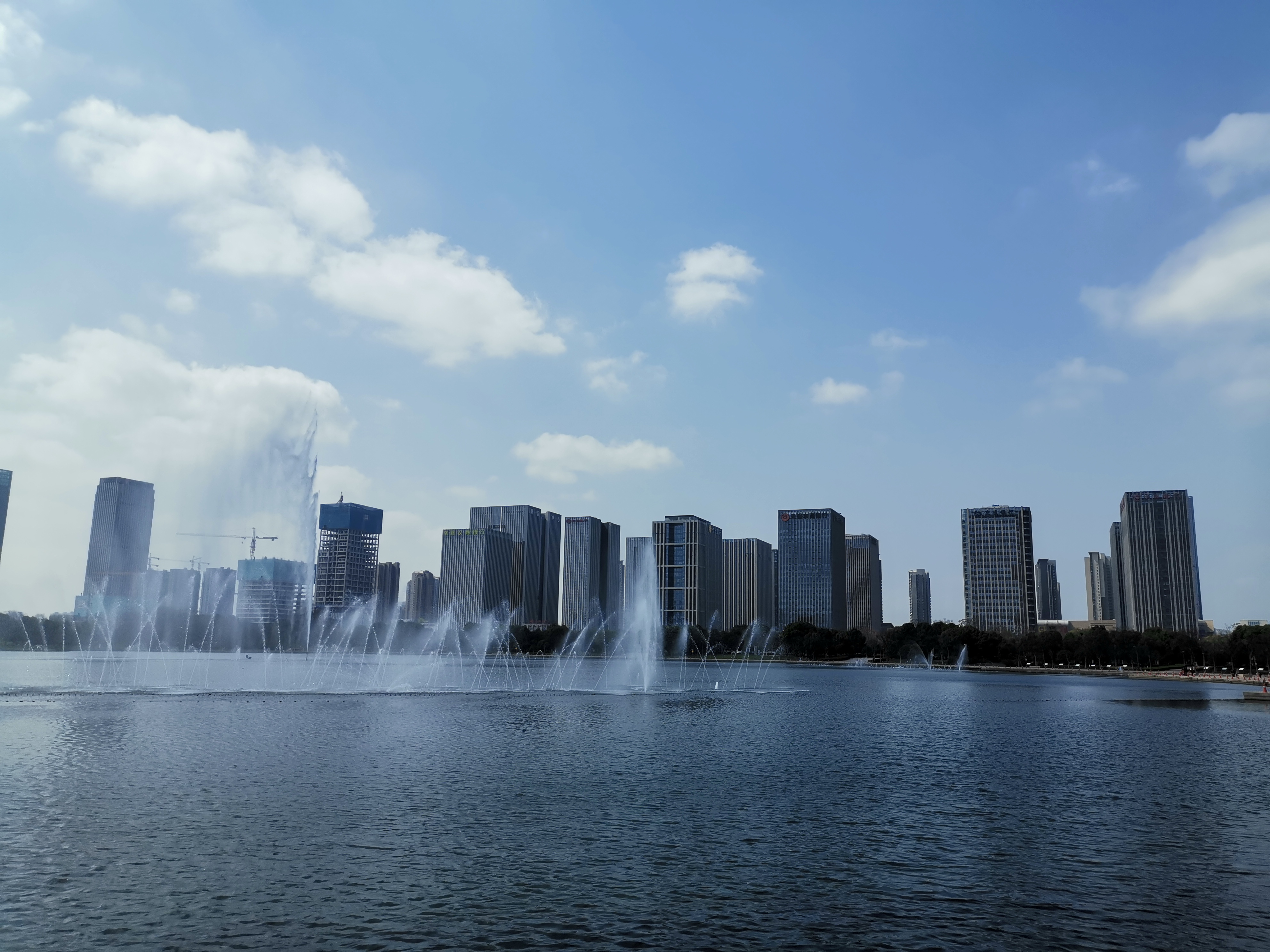
Rue financière

D'après des chiffres provenant du gouvernement local datant de 2002, 24 % de l'activité économique concernerait le commerce du textile, 25 % la production industrielle, notamment de moteurs, et 8 % l'industrie légère.
Le PIB par habitant était de 52 825 yuans en 2004, ce qui faisait de Wuxi la 9e ville chinoise sur 659 et la deuxième ville de la province du Jiangsu, derrière Suzhou mais devant Nankin, la capitale de la province.
En 2005, le PIB total a été de 280,5 milliards de yuans, et le PIB par habitant de 62 323 yuans.
Le centre de la ville est rempli de hauts buildings modernes.
La série de microprocesseurs ShenWei (ou SunWay) est conçue par la société Jiāngnán Computing Lab (江南计算技术研究所), basée à Wuxi. Le supercalculateur Sunway TaihuLight, qui fut le plus puissant au monde, entre juin 2016 et juin 2020, est équipé à Wuxi également. Il a initié le passage à des architectures RISC des supercalculateurs les plus puissants.
En 2024, le PIB de la ville de Wuxi atteindra 1 626,329 milliards de yuans, soit une augmentation de 5,8 % à prix constants par rapport à l'année précédente, supérieure à la moyenne nationale (5,0 %). Parmi eux, la valeur ajoutée de l'industrie primaire est de 14,045 milliards de yuans, soit une augmentation de 3,5 % par rapport à l'année précédente ; la valeur ajoutée de l'industrie secondaire est de 771,602 milliards de yuans, soit une augmentation de 6,2 % par rapport à l'année précédente ; la valeur ajoutée de l'industrie tertiaire est de 840,682 milliards de yuans, soit une augmentation de 5,4 % par rapport à l'année précédente ; les recettes fiscales sont de 121,01 milliards de yuans, se classant au troisième rang de la province, et le PIB par habitant est de 216 900 yuans, se classant au troisième rang du pays après Beijing et Shanghai.

## Culture

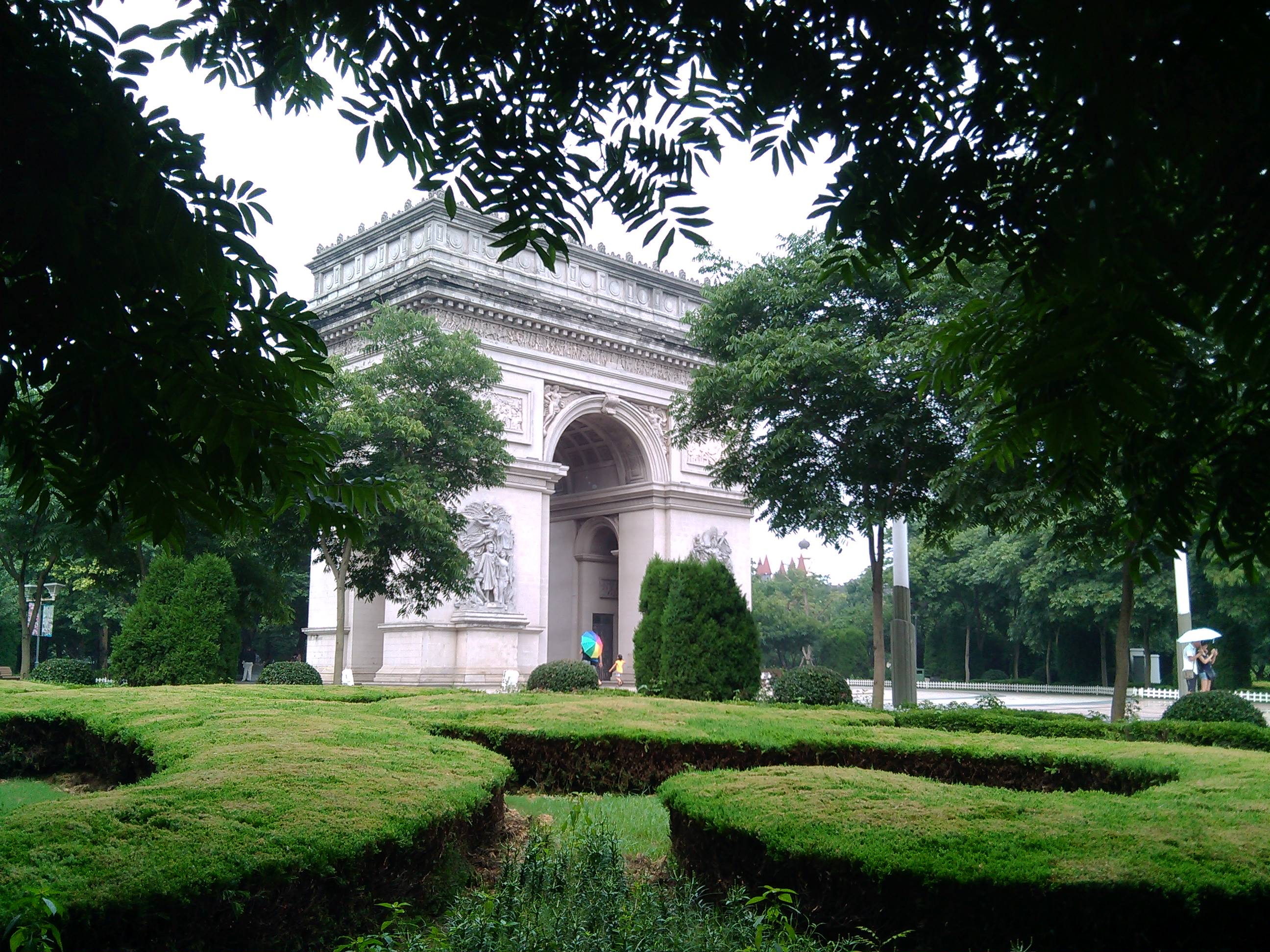
Parc paysager construit selon l'Arc de Triomphe

La ville est devenue un centre artistique et culturel, de nombreux auteurs chinois renommés ayant pour ville natale Wuxi. Parmi eux se trouve Qian Zhongshu, auteur de La Forteresse assiégée, une comédie sur la Chine des années 1930.

### Figurines d'argile

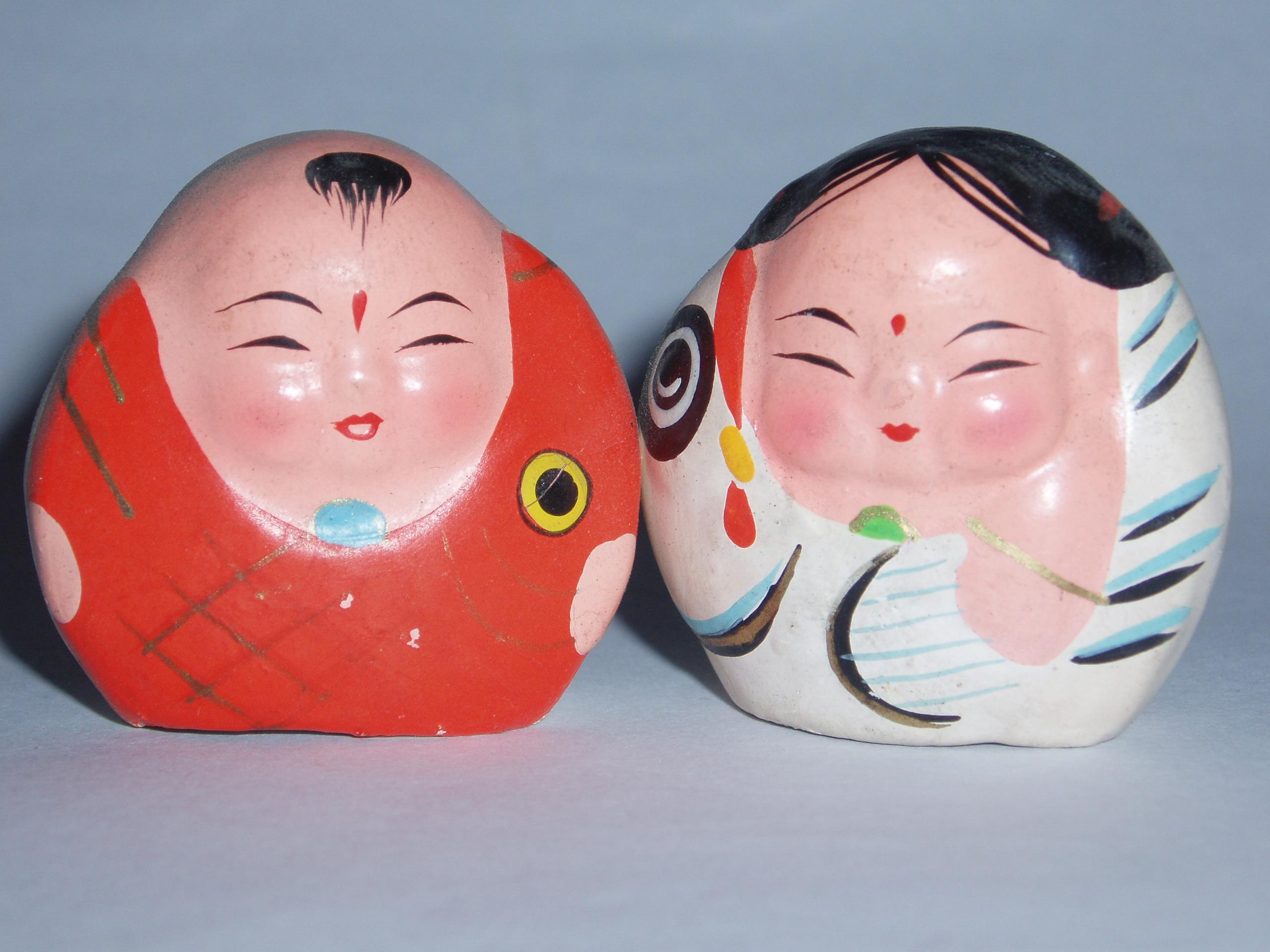
figurines d'argile « Ā'fú » (阿福), symbolisant bonheur et fortune, spécialité de la région.

L'une des spécialités de l'artisanat local est la production de figurines d'argile de Huishan (惠山泥人, huìshān nírén).

### Gastronomie
Parmi les xiǎochī (小吃), on peut trouver les beignets croquants de Huishan (惠山油酥, huìshān yóusū).
Une autre spécialité des bords du lac Tai est en traduction littérale les 3 blancs du lac Tai (太湖三白，taihu sanbai): un assortiment de poissons et crevette du lac Tai (白鱼 baiyu，白虾 baixia，银鱼 yinyu).

### Langue
On y parle le dialecte de Wuxi du groupe des dialectes de Taihu du wu.

## Tourisme

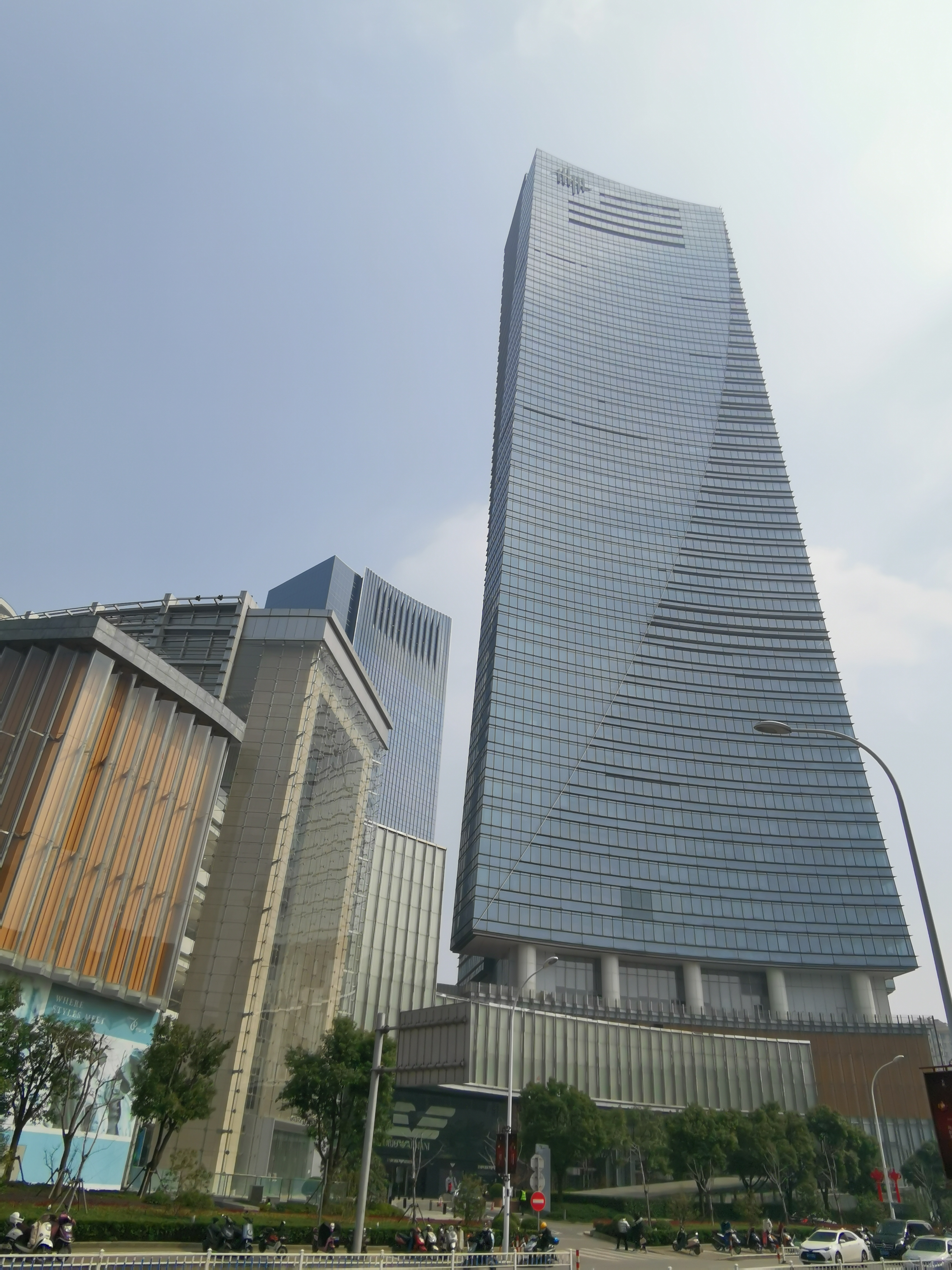
Center 66

Wuxi est une destination touristique très prisée située sur le fleuve Yangtze.

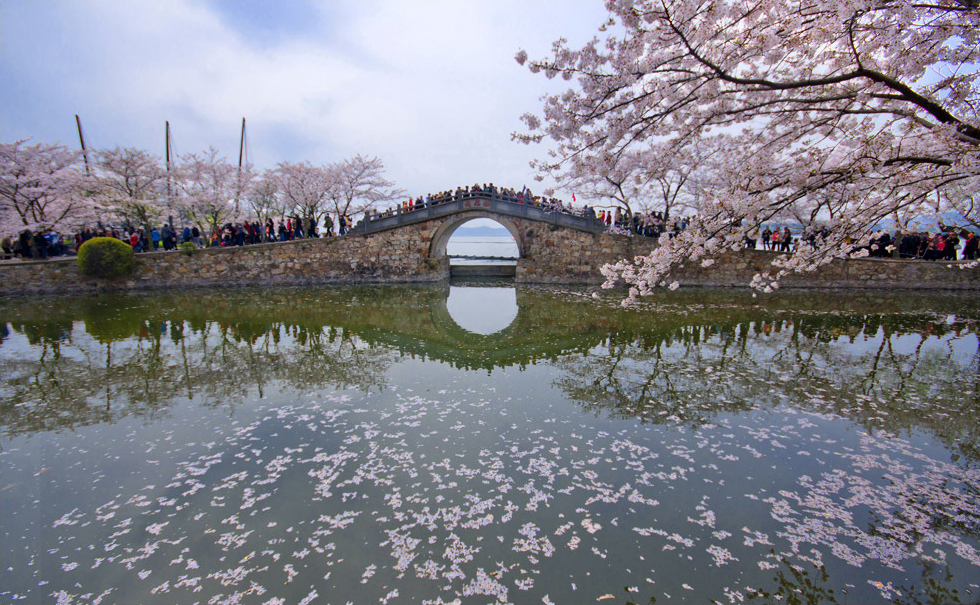
yuantouzhu

Wuxi est construite sur les bords du Tai Hu, qui est naturellement une ressource touristique importante pour la ville. Les lieux connus incluent Yuantou Zhu (l'îlot de la tête de tortue) et Taihu Xiandao (îles des divinités).
Xishan et Huishan, qui signifient littéralement « montagne d'étain » et « montagne de gentillesse », sont deux petites collines situées à l'ouest de la ville.
Le Grand Canal traverse la ville. Il existe en fait deux canaux : le vieux canal, et un nouveau canal creusé après 1949.

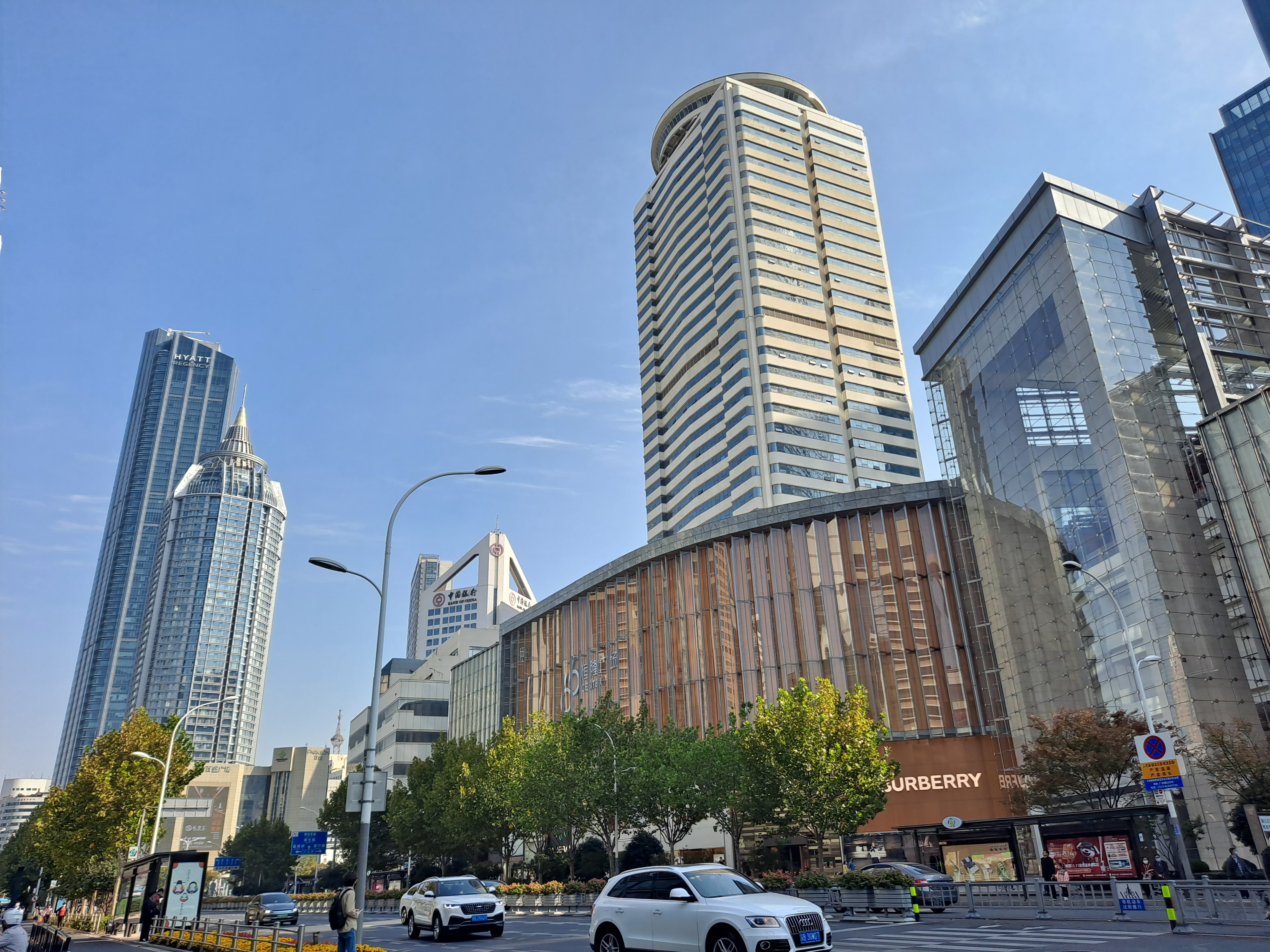
sanyang

Wuxi est réputée pour ses nombreux parcs et jardins privés construits par des érudits et des personnages riches du passé. Parmi ces jardins, Li Yuan et Mei Yuan sont deux bons exemples qui ont été bien préservés. Xihui Gongyuan, situé au pied de Xi Shan, abrite de nombreuses reliques du passé.

## Transports

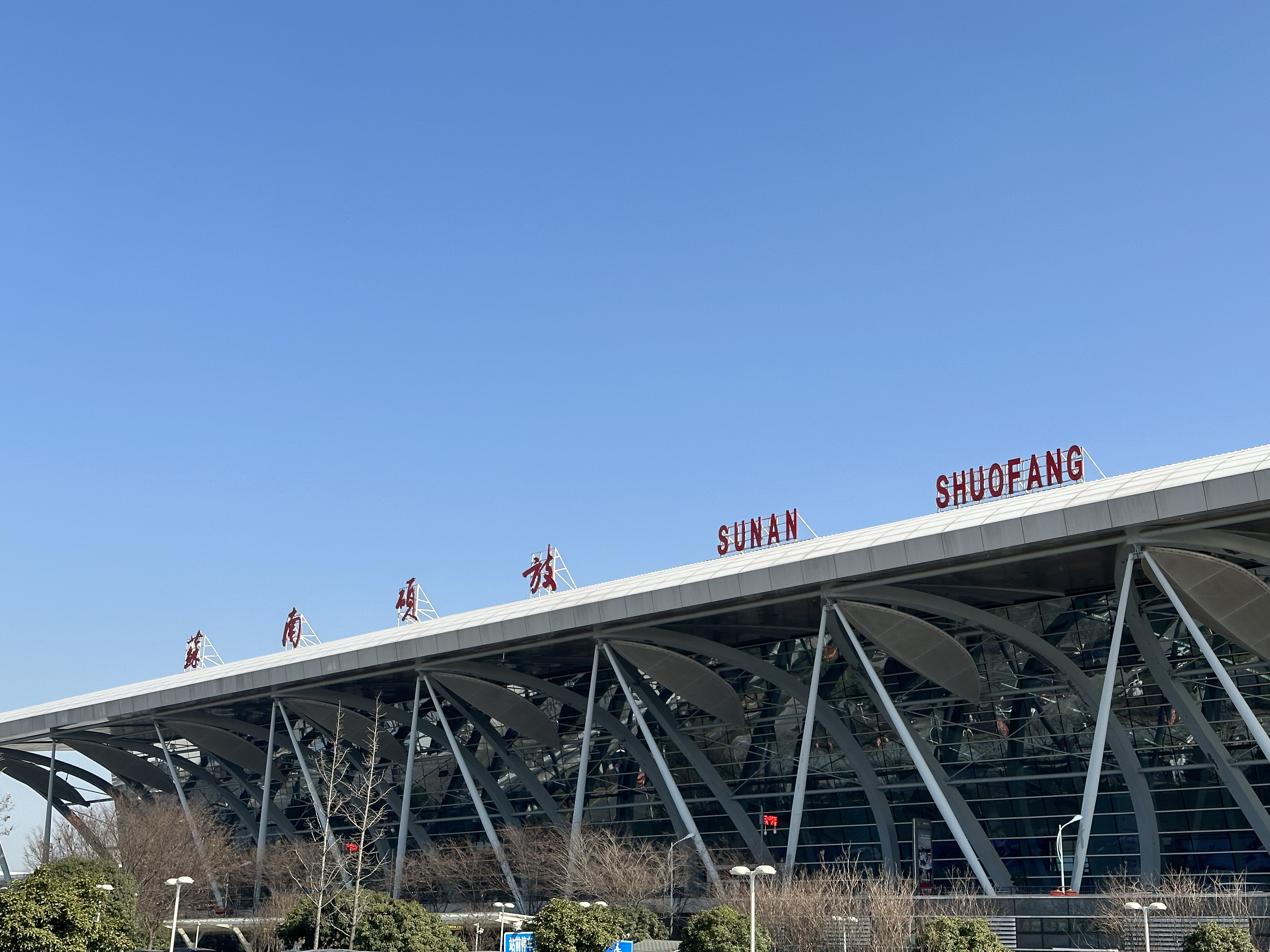
Aéroport de Wuxi

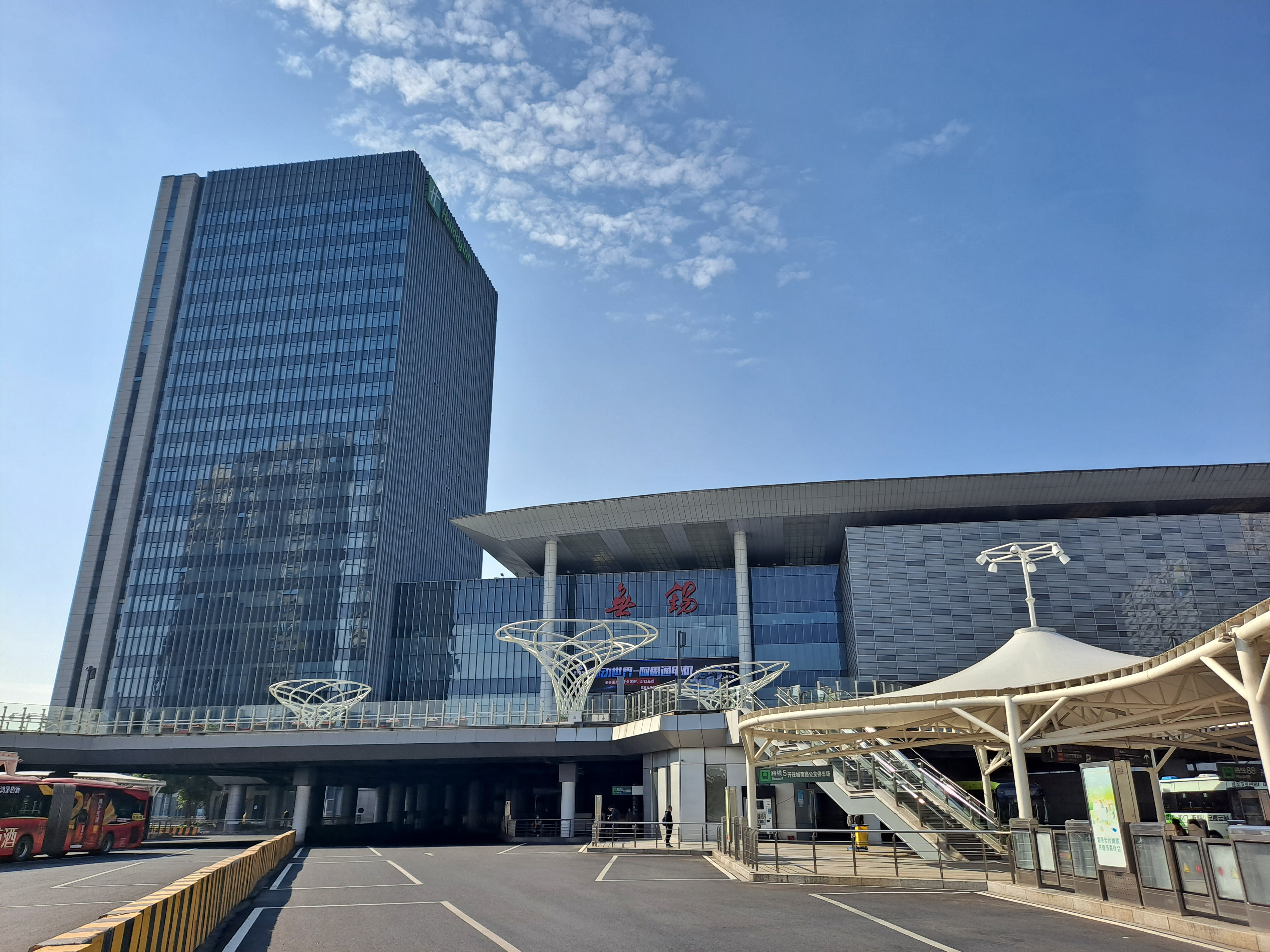
Gare de Wuxi

Par train, Wuxi est idéalement situé, en liaison directe avec Nankin, la capitale de la province, et Shanghai, la capitale économique du pays (40 minutes avec le nouveau train). L'aéroport de Wuxi, ouvert en 2004, est situé à 14 km du centre-ville et a des vols directs vers Pékin, Canton, Shenzhen, Hong Kong et d'autres villes chinoises.

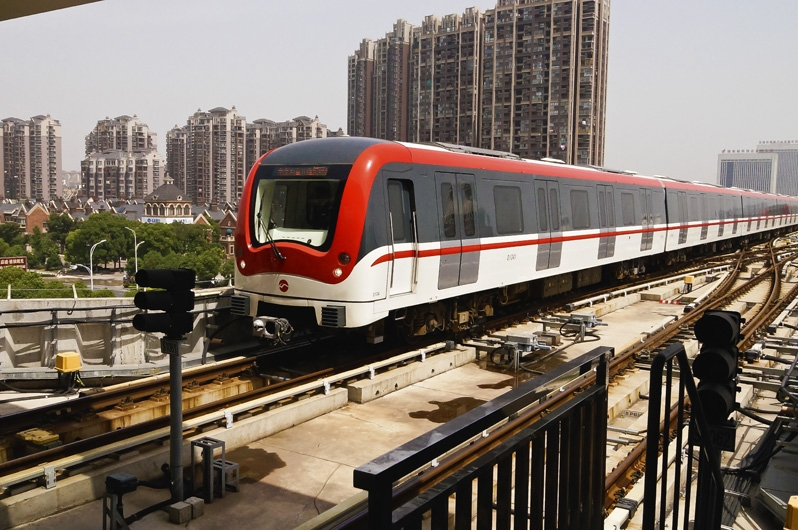
Métro de Wuxi

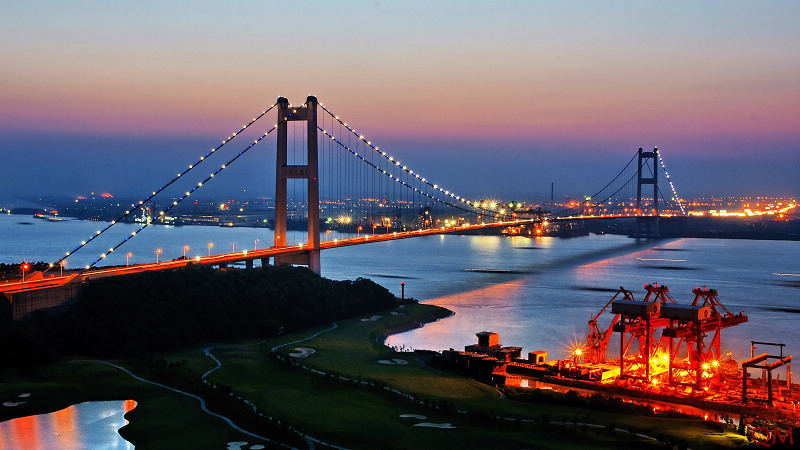
Port de Wuxi Jiangyin

Pour se déplacer dans la ville, il existe actuellement plusieurs moyens. Le bus permet de se déplacer dans presque toute la ville ou encore le taxi, un moyen de transport très pratique et prisé à Wuxi. La flotte des taxis de Wuxi se compose de Volkswagen Santana, Citroën C-Élysée et de Kia Magentis en majorité. La Carte de Transport en Commun de Shanghai permet de payer le bus et le taxi, bien que certains chauffeurs ne l'acceptent pas.
La ville de Wuxi est également en train de construire un métro (article principal : métro de Wuxi).

## Personnalités nées à Wuxi
- Gu Kaizhi (seconde moitié du IVe siècle), peintre ;
- Li Sheng (772-846), poète, qui a vécu et fut enterré à Wuxi ;
- Gu Xiancheng (1550-1612), érudit et homme politique, connu particulièrement pour le « mouvement Dong Lin » ;
- Xu Xiake (1587–1641), Dynastie Ming, voyageur et écrivain ;
- Hua Hengfang (1833-1902), fin de la dynastie Qing, qui étudia divers domaines de la science et des technologies. Il participa à élaborer le premier bateau à vapeur en Chine ;
- Xue Fucheng (1838－1894), idéologue connu, diplomate et figure historique, qui lutta pour réformer la bourgeoisie nationale à la fin de la dynastie Qing ;
- Qiu Yufang (1871-1904), première femme journaliste de Chine ;
- Rong Desheng (1875-1952), le plus grand capitaliste national à l'ère de Min Guo, particulièrement connu pour sa contribution à l'industrie chinoise du textile ;
- Abing (阿丙), de son deuxième nom Hua Yanjun (1893-1950), musicien populaire, plus particulièrement connu pour son morceau Erquan Yingyue ;
- Xu Beihong (1895–1953), peintre, particulièrement connu pour ses peintures de chevaux ;
- Qian Zhongshu (1910–1998), écrivain, connu pour sa comédie La Forteresse assiégée ;
- Xue Jinghua (1946-), danseuse chinoise ;
- Zhou Yongkang, ministre de la Sécurité publique ;
- Hua Jinmin, secrétaire général du Conseil des Affaires d'État ;
- Xu Zhihong, président de l'université de Pékin et vice-président de l’académie chinoise des sciences ;
- Zeng Nian (1954-), photographe
- Gu Jun (1975-), double championne olympique de badminton.
- Ding Junhui (1987-), joueur de snooker à sensation.

## Villes jumelées
- Cascais (Portugal) depuis 1993
- Akashi (Japon) depuis 1981
- Chattanooga (Tennessee) depuis 1982
- Sagamihara (Japon) depuis 1985
- Hamilton (Nouvelle-Zélande) depuis 1986
- Scarborough (Canada) depuis 1996
- Alameda (Californie) depuis 2004
- Bocholt (Allemagne)

Les deux villes-districts administrées par Wuxi, Jiangyin et Yixing, sont aussi jumelées avec :
- Belo Horizonte, Brésil (18 novembre 1996)
- Novo Mesto, Slovénie (6 mai 1994)